# سمك الجراح
سمك الجراح (الاسم العلمي Zebrasoma)، جنس أسماك بحرية من شعاعيات الزعانف وفصيلة الجراحيات. مواطنها الأصلية المحيط الهادي والمحيط الهندي.

## الأنواع
يوجد حاليًا سبعة أنواع معترف بها في هذا الجنس:
- سمك الجراح الهندي [الإنجليزية] (إدوارد تورنر بينيت, 1836) - Desjardin's sailfin tang
- سمكة صفراء (إدوارد تورنر بينيت, 1828) - yellow tang
- سمك الجراح المرقط (اشيل فالنسيان, 1835) - gem tang
- Zebrasoma rostratum (ألبرت غونتر, 1875) - black tang
- Zebrasoma scopas (جورج كوفييه, 1829) - scopas tang
- زبرا سوما (ماركوس إليسر بلوخ, 1795) - sailfin tang
- بربل تانج (إدوارد بليث, 1852) - purple tang

## روابط خارجية
- Fishwatcher's Guide - Zebrasoma